# Liparetrus palmerstoni
Liparetrus palmerstoni är en skalbaggsart som beskrevs av Blackburn 1888. Liparetrus palmerstoni ingår i släktet Liparetrus och familjen Melolonthidae. Inga underarter finns listade i Catalogue of Life.